# 鳴門洋利之助
鳴門洋 利之助（なるとなだ としのすけ、1886年11月2日 - 1922年10月4日）は、徳島県吉野川市鴨島町出身で中川部屋に所属した力士。本名は藤井 利助。171cm、100kg。最高位は西前頭5枚目。

## 経歴
1905年1月初土俵、1913年1月十両昇進。1915年1月入幕を果たし。5枚目まで躍進したところで病気に罹り十両に転落。1920年1月廃業したが、2年後に没した。

## 成績
- 幕内10場所30勝52敗15休3分預

## 改名
鬼見崎→鳴門洋→鬼鹿毛